# Келер (Вашингтон)
Келер (енгл. Keller) насељено је место без административног статуса у америчкој савезној држави Вашингтон.

## Демографија
По попису из 2010. године број становника је 234.
| Група             | 2000.    | 2010.     |
| Белци             | 0 (0,0%) | 20 (8,5%) |
| Афроамериканци    | 0 (0,0%) | 0 (0,0%)  |
| Азијати           | 0 (0,0%) | 1 (0,4%)  |
| Хиспаноамериканци | 0 (0,0%) | 12 (5,1%) |
| Укупно            | 0        | 234       |